# Nepenthes Planum
Nepenthes Planum és una formació geològica de tipus planum a la superfície de Mart, localitzada amb el sistema de coordenades planetocèntriques a 18.09 latitud N i 127.41 ° longitud E, que fa 1.650,14 km de diàmetre. El nom va ser aprovat per la UAI el primer de juliol de 2009 i fa referència a una característica d'albedo.